# Dolní Habartice
Dolní Habartice település Csehországban, Děčíni járásban. Dolní Habartice Dobrná, Horní Habartice, Františkov nad Ploučnicí, Benešov nad Ploučnicí és Velká Bukovina településekkel határos. Lakosainak száma 605 fő (2024. január 1.).

## Népesség
A település lakosságának változását az alábbi diagram mutatja:
| Lakosok száma | 957  | 1168 | 1175 | 690  | 572  | 549  | 569  | 603  | 559  | 605  |
|               | 1869 | 1900 | 1921 | 1961 | 1980 | 2011 | 2016 | 2019 | 2021 | 2024 |